# Мато Неретляк
Мато Неретляк (хорв. Mato Neretljak, нар. 3 червня 1979, Ораш'є) — хорватський футболіст, що грав на позиції захисника. Виступав за національну збірну Хорватії. 
Після закінчення ігрової кар'єри – тренер.

## Клубна кар'єра
Вихованець футбольної школи клубу «Ораш'є».
У дорослому футболі дебютував 2000 року виступами за «Осієк», в якому провів два сезони, взявши участь у 47 матчах чемпіонату.

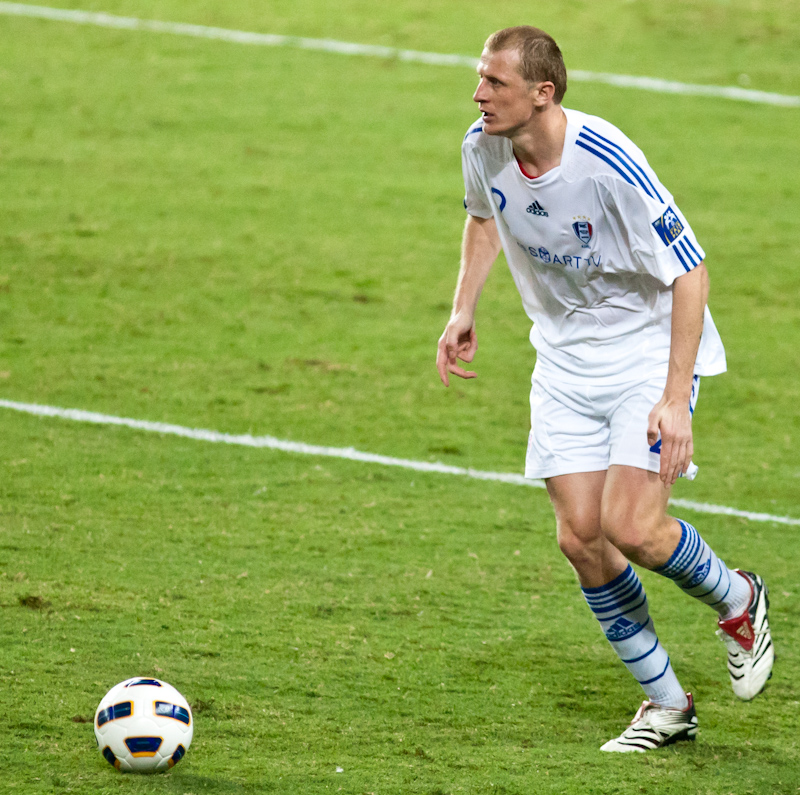
Мато Неретляк під час виступів за «Сувон Блювінгз», 2011

Своєю грою за цю команду привернув увагу представників тренерського штабу «Хайдука» (Спліт), до складу якого приєднався влітку 2002 року. Відіграв за сплітську команду наступні три сезони своєї ігрової кар'єри. Більшість часу, проведеного у складі «Хайдука», був основним гравцем захисту команди і виграв з командою чемпіонат (2004) і кубок Хорватії (2003).
З 2005 року грав у складі корейської команди «Сувон Самсунг Блювінгз», за яку провів чотири сезони, в трьох з яких був включений до символічної збірної К-ліги, а в сезоні 2008 став чемпіоном Південної Кореї. По завершенні сезону перейшов до японського клубу «Омія Ардія», де провів два сезони, після чого знову повернувся в «Сувон Самсунг Блювінгз», де відіграв ще один рік.
На початку 2012 року повернувся на батьківщину і знову став захищати кольори «Хайдука» (Спліт), але вже влітку перейшов у «Рієку».
Завершив професійну ігрову кар'єру у «Задарі», за який виступав на правах оренди протягом сезону 2013/14 років.

## Виступи за збірну
25 квітня 2001 року дебютував в офіційних матчах у складі національної збірної Хорватії в товариській грі проти збірної Греції (2:2). Після цього тривалий час за збірну не грав і лише 15 листопада 2003 року вдруге вийшов на поле за збірну в стиковому матчі Євро-2004 проти Словенії (1:1). У матчі відповіді хорвати без допомоги Неретляка виграли 1:0 і вийшли на Євро-2004, в заявку на яке потрапив і Мато, але не зіграв на турнірі жодного матчу.
Всього грав за збірну до початку 2006 року. Протягом кар'єри у національній команді, яка тривала 6 років, провів у формі головної команди країни лише 10 матчів (з них 9 товариські), забивши 1 гол — 18 лютого 2004 року в товариському матчі з Німеччиною, але це не врятувало Хорватію від поразки 1:2.

## Досягнення
- Чемпіон Хорватії: 2003/04
- Володар Кубка Хорватії: 2002/03
- Володар Суперкубка Хорватії: 2004
- Чемпіон Південної Кореї: 2008
- Володар Суперкубка Південної Кореї: 2005
- Член символічної збірної K-ліги: 2006, 2007, 2008
- Володар Кубка «Samsung Hauzen»: 2008